# Sint-Willibrorduskerk (Zeilberg)

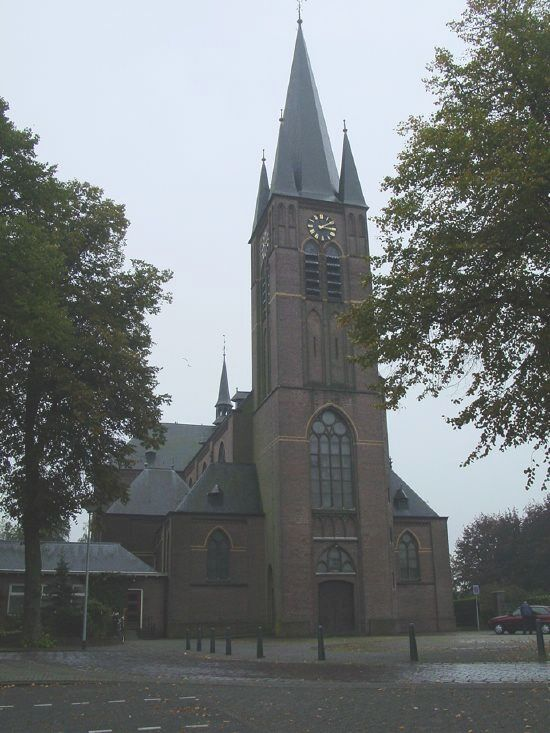
Sint-Willibrorduskerk (Zeilberg)

De Sint-Willibrorduskerk is een rooms-katholieke kerk in Zeilberg in de Noord-Brabantse gemeente Deurne.
Het is een neogotische kruisbasiliek, ontworpen door Caspar Franssen. Diens zoon Joseph Franssen vergrootte in 1933 de kerk door delen van de zijbeuken te verbreden en te verhogen.
De kerk werd samen met pastorie, Klooster (gebouw) en school in 1914 gebouwd bij de oprichting van de parochie Zeilberg en verrees tussen de middeleeuwse gehuchten Zeilberg en Hanenberg. De kerk werd gewijd aan de heilige Willibrordus, patroonheilige van de moederkerk in Deurne. Rond de kerk verrees daarna een kern, die uitgroeide tot een dorp.
Na de bouw van de wijken Koolhof en Heiakker is het dorp aan de kern Deurne vastgegroeid. Door de ontkerkelijking werd de parochie Zeilberg in 2005 opgeheven ten gunste van de fusieparochie Parochie van de Heilige Willibrord. De kerk werd in 2011 als gebedshuis gesloten. De sluiting en de daaropvolgende verplaatsing van delen van het interieur naar de Sint-Willibrorduskerk te Deurne zorgde voor de nodige onrust binnen de Zeilbergse gemeenschap en de erfgoedwereld.
De kerk staat op de rijksmonumentenlijst.